# Binh đoàn Bắc Virginia
Binh đoàn Bắc Virginia là đội quân chủ lực của Liên minh miền Nam tại Mặt trận phía Đông thời Nội chiến Hoa Kỳ. Binh đoàn này thường đối đầu với Binh đoàn Potomac của Liên bang miền Bắc. Binh đoàn Bắc Virginia nổi tiếng chiến đấu anh dũng và táo bạo, có khả năng đánh bại lực lượng đông hơn gấp bội như trong trận Antietam và Chancellorsville .

## Thành lập

Cờ trận quân Liên hiệp miền Nam

Ngày 20 tháng 6 năm 1861, quân đội miền Nam vùng bắc Virginia được chấn chỉnh lại và đặt tên là Binh đoàn Potomac (trùng tên với một binh đoàn của phe Liên bang miền Bắc).Ngày 20 - 21 tháng 7, Binh đoàn Shenandoah và các đơn vị thuộc vùng Harpers Ferry được sáp nhập vào Binh đoàn Potomac. Ngày 14 tháng 3, sáp nhập thêm Binh đoàn Tây Bắc và đổi tên thành Binh đoàn Bắc Virginia. Ngày 12 tháng 4 1862, sáp nhập thêm Binh đoàn Peninsula vào Binh đoàn Bắc Virginia.
Ngoài các lực lượng vùng Virginia, Binh đoàn Bắc Virginia còn có các đơn vị rải rác khắp lãnh thổ miền Nam Hoa Kỳ, xa xôi như Texas, Arkansas và các đơn vị dân quân vùng New Mexico, Arizona.

## Chỉ huy

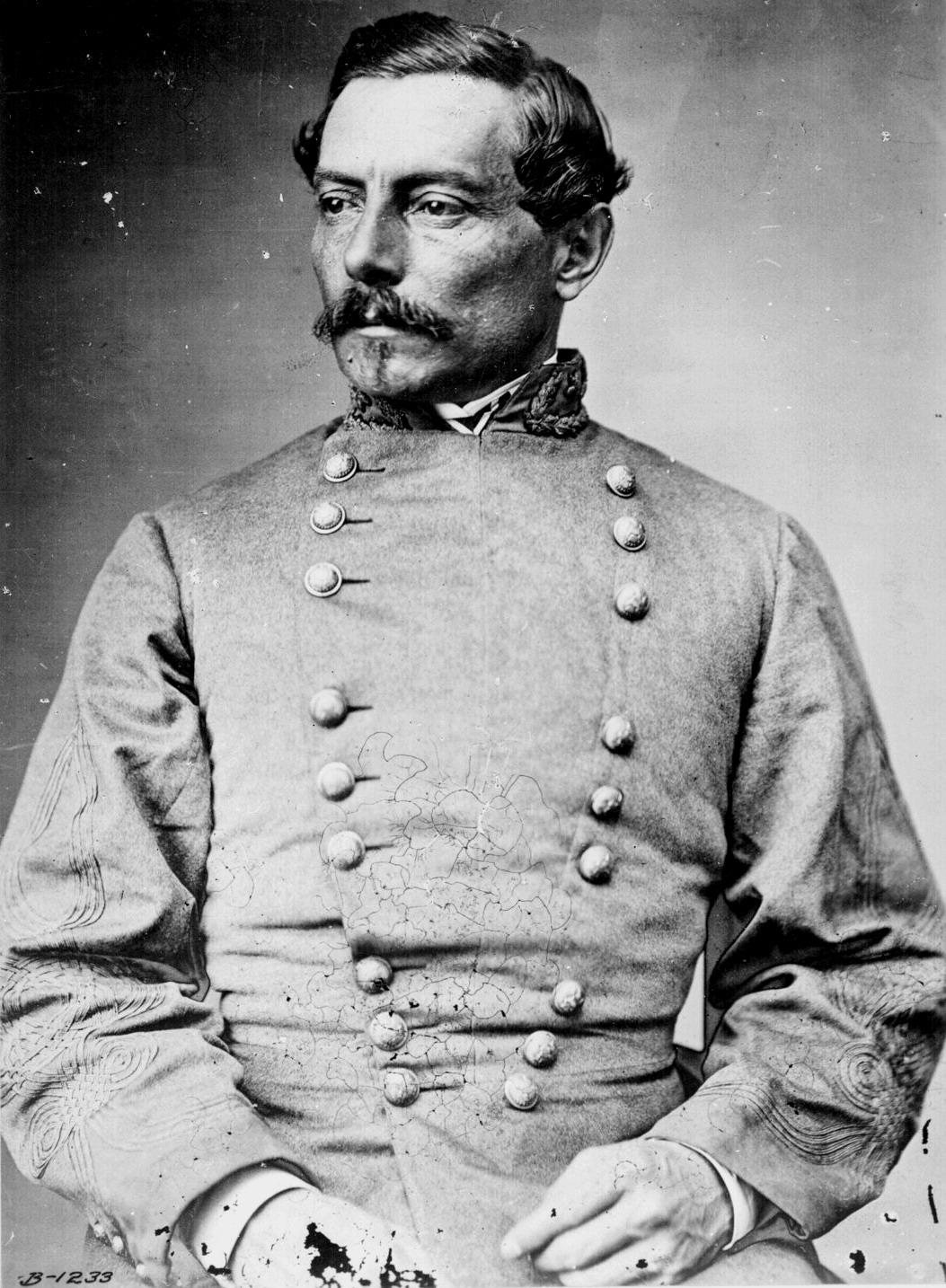
P.G.T. Beauregard

### P. G. T. Beauregard
Chuẩn tướng P.G.T. Beauregard là chỉ huy đầu tiên của binh đoàn dưới tên Binh đoàn Potomac từ 20 tháng 6 1860 đến 20 tháng 7 1861. Beauregard là người vẽ cờ trận cho quân miền Nam, để giúp quân sĩ khỏi lẫn lộn giữa cờ miền Nam và cờ miền Bắc.
Giai đoạn Beauregard làm chỉ huy, Binh đoàn Potomac được phiên chế thành 6 Lữ đoàn và có thêm một số đơn vị dân quân và pháo đội độc lập của Phân bộ Alexandria cũ.

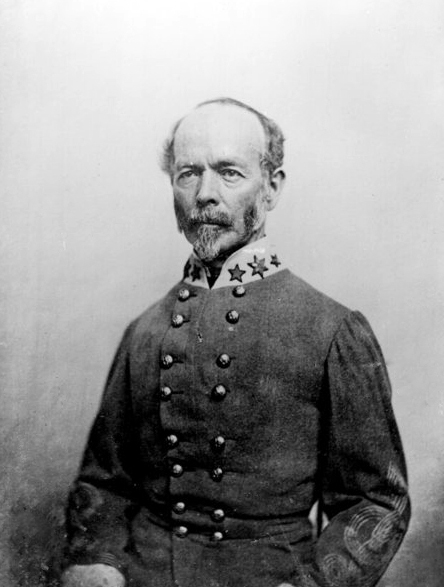
Joseph E. Johnston

### Joseph Johnston
Sau khi sáp nhập, Đại tướng Joseph E. Johnston, chỉ huy trưởng của Binh đoàn Shenandoah cũ, lên chỉ huy Binh đoàn Potomac từ ngày 20 tháng 7 năm 1861 đến 31 tháng 5 năm 1862. Binh đoàn được tổ chức thành 2 quân đoàn, gồm:
- Quân đoàn I, do Chuẩn tướng P.G.T. Beauregard chỉ huy
- Quân đoàn II, do Thiếu tướng G.W. Smith chỉ huy

Ngay sau ngày lên chức chỉ huy, Johnston đánh trận đầu tiên tại Trận Manassas thứ nhất. Ngày 22 tháng 10 năm 1861 Binh đoàn Potomac của miền Nam được chuyển thành Phân bộ quân sự Bắc Virginia, và được tổ chức lại thành 3 cánh quân:
| Cánh quân                                                           | Sư đoàn                                                 | Đơn vị trực thuộc |
| ------------------------------------------------------------------- | ------------------------------------------------------- | ----------------- |
| Cánh quân Potomac Chỉ huy: Đại tướng PGT Beauregard                 |                                                         |                   |
| Sư đoàn 1 Chỉ huy: Thiếu tướng Earl Van Dorn                        |                                                         |                   |
| Sư đoàn 2 Chỉ huy: Thiếu tướng Gustavus W. Smith                    |                                                         |                   |
| Sư đoàn 3 Chỉ huy: Thiếu tướng James Longstreet                     |                                                         |                   |
| Sư đoàn 4 Chỉ huy: Thiếu tướng Edmund Kirby Smith                   |                                                         |                   |
| Cánh quân Aquia Chỉ huy: Thiếu tướng Theophilus H. Holmes           |                                                         |                   |
|                                                                     | Lữ đoàn French Chỉ huy: Chuẩn tướng Samuel Gibbs French |                   |
|                                                                     | Lữ đoàn 2 Chỉ huy: Chuẩn tướng John G. Walker           |                   |
| Cánh quân Valley Chỉ huy: Thiếu tướng Thomas J. "Stonewall" Jackson |                                                         |                   |
|                                                                     | Lữ đoàn Garnett Chỉ huy: Chuẩn tướng Richard B. Garnett |                   |
|                                                                     | Đội kỵ binh Ashby Chỉ huy: Đại tá Turner Ashby          |                   |

Ngày 29 tháng 1, 1862, cánh quân Potomac giải thể và tái nhập về Phân bộ. Ngày 14 tháng 3, Phân bộ quân sự Bắc Virginia chuyển đổi thành Binh đoàn Bắc Virginia và sáp nhập thêm Binh đoàn Tây Bắc. Ngày 18 tháng 4 năm 1862, cánh quân Aquia cũng được giải thể và tái nhập trở lại với Binh đoàn. Cùng trong tháng 4, các đội quân của Phân bộ Norfolk và Peninsula (Virginia) cũng được sáp nhập và Binh đoàn. Riêng cánh quân Valley vẫn được duy trì như một cánh quân độc lập cho đến hết chiến tranh.
Binh đoàn mới được tổ chức thành 3 cánh quân như sau:
| Cánh quân                                                        | Sư đoàn                                                        | Đơn vị trực thuộc |
| ---------------------------------------------------------------- | -------------------------------------------------------------- | ----------------- |
| Cánh trái Chỉ huy: Thiếu tướng John B. Magruder                  |                                                                |                   |
| Sư đoàn McLaw Chỉ huy: Chuẩn tướng Lafayette McLaws              |                                                                |                   |
| Sư đoàn Toombs Chỉ huy: Chuẩn tướng Robert A. Toombs             |                                                                |                   |
|                                                                  | Lữ đoàn Ewell Chỉ huy: Đại tá B. S. Ewell                      |                   |
| Chính diện Chỉ huy: Thiếu tướng James Longstreet                 |                                                                |                   |
|                                                                  | Lữ đoàn A.P. Hill Chỉ huy: Chuẩn tướng Ambrose P. Hill         |                   |
|                                                                  | Lữ đoàn R.H. Anderson Chỉ huy: Chuẩn tướng Richard H. Anderson |                   |
|                                                                  | Lữ đoàn Pickett Chỉ huy: Chuẩn tướng George E. Pickett         |                   |
|                                                                  | Lữ đoàn Wilcox Chỉ huy: Chuẩn tướng Cadmus M. Wilcox           |                   |
|                                                                  | Lữ đoàn Pryor Chỉ huy: Đại tá G. A. Winston                    |                   |
| Cánh phải Chỉ huy: Thiếu tướng Daniel H. Hill                    |                                                                |                   |
| Sư đoàn Early Chỉ huy: Chuẩn tướng Jubal A. Early                |                                                                |                   |
| Lữ đoàn Early Chỉ huy: Chuẩn tướng Jubal A. Early                |                                                                |                   |
| Lữ đoàn Rode Chỉ huy: Chuẩn tướng Robert E. Rodes                |                                                                |                   |
| Sư đoàn Rain Chỉ huy: Chuẩn tướng Gabriel J. Rains               |                                                                |                   |
| Lữ đoàn Rain Chỉ huy: Chuẩn tướng Gabriel J. Rains               |                                                                |                   |
| Lữ đoàn Featherston Chỉ huy: Chuẩn tướng Winfield S. Featherston |                                                                |                   |
| Binh đội Gloucester Point Chỉ huy: Đại tá Crump                  |                                                                |                   |
| Lực lượng dự bị Chỉ huy: Thiếu tướng Gustavus W. Smith           |                                                                |                   |
|                                                                  | Lữ đoàn Whiting Chỉ huy: Chuẩn tướng W. H. C. Whiting          |                   |
|                                                                  | Lữ đoàn Hood Chỉ huy: Chuẩn tướng John B. Hood                 |                   |
|                                                                  | Lữ đoàn Colston Chỉ huy: Chuẩn tướng Raleigh E. Colston        |                   |
|                                                                  | Lữ đoàn Hampton Chỉ huy: Đại tá Wade Hampton                   |                   |
|                                                                  | Lữ đoàn S.R. Anderson Chỉ huy: Chuẩn tướng Samuel R. Anderson  |                   |
|                                                                  | Lữ đoàn Pettigrew Chỉ huy: Chuẩn tướng James J. Pettigrew      |                   |
|                                                                  | Lữ đoàn Kỵ binh Chỉ huy: Chuẩn tướng J. E. B. Stuart           |                   |

Sau khi tái lập lại binh đoàn và được bổ sung, tướng Johnston đã kéo binh đoàn xuống miền Nam bảo vệ thủ phủ Richmond, Virginia và ông bị bắn trọng thương trong Trận Seven Pines.

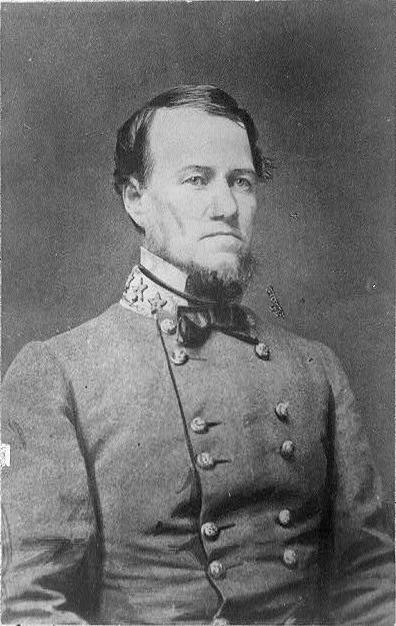
G.W. Smith

### G. W. Smith
Thiếu tướng Gustavus Woodson Smith tạm thời lên thay tướng Johnston ngày 31 tháng 5 năm 1862, nhưng ông bị căng thẳng thần kinh trầm trọng. Ngày hôm sau thổng thống miền Nam Jefferson Davis cử tướng Robert E. Lee đến thay thống lĩnh binh đoàn.

### Robert E. Lee

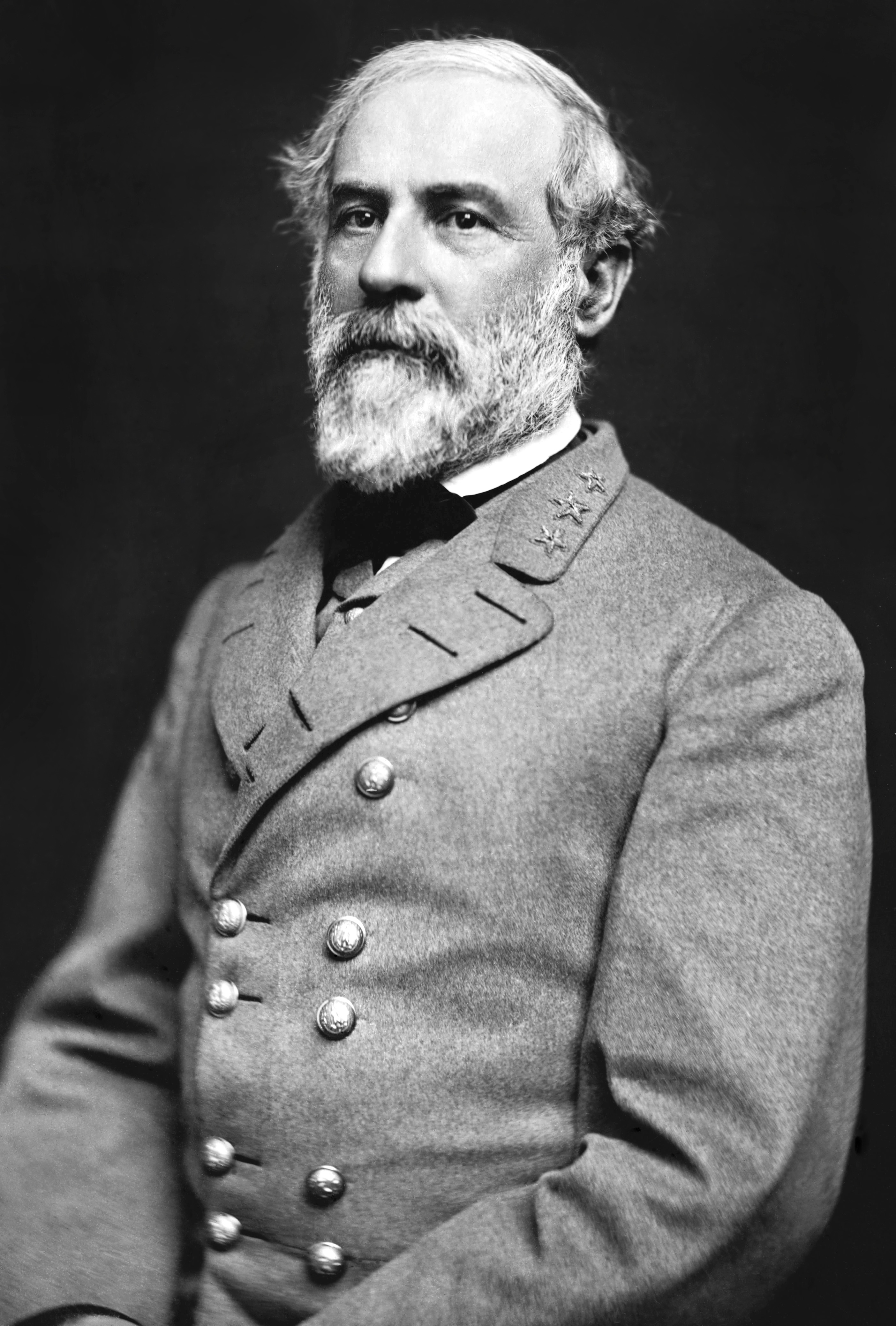
Robert E. Lee

Ngày 1 tháng 6 năm 1862, tướng sau cùng và là tướng nổi tiếng nhất của binh đoàn, Robert E. Lee đến thay G.W. Smith. Sau khi nhận chức vụ chỉ huy binh đoàn, ngày 6 tháng 11 năm 1862 tướng Lee đã tổ chức binh đoàn thành 2 cánh chủ yếu:
- Cánh phải do Quân đoàn I phụ trách (chỉ huy: Trung tướng James Longstreet): gồm 5 sư đoàn và lực lượng pháo binh dự bị của Quân đoàn.
- Cánh trái do Quân đoàn II phụ trách (chỉ huy: Trung tướng Stonewall Jackson) gồm 4 sư đoàn.

Ngoài ra, ngày 17 tháng 8 năm 1862, tướng Lee cũng tổ chức thêm Sư đoàn kỵ binh độc lập do Thiếu tướng J.E.B. Stuart chỉ huy và Lực lượng pháo binh dự bị của Binh đoàn do Chuẩn tướng William N. Pendleton chỉ huy.
Sau khi tướng Jackson chết trong trận Chancellorsville, ngày 30 tháng 5 năm 1863, tướng Lee tổ chức lại binh đoàn thành 3 quân đoàn, với lực lượng 3 sư đoàn và lực lượng pháo binh độc lập trong mỗi quân đoàn:
- Quân đoàn I vẫn do Trung tướng James Longstreet chỉ huy
- Quân đoàn II do Trung tướng Richard S. Ewell chỉ huy
- Quân đoàn II do Trung tướng A.P. Hill chỉ huy.

Sư đoàn Kỵ binh của tướng Stuart cũng được tổ chức thành Quân đoàn Kỵ binh với 3 sư đoàn kỵ binh và lực lượng pháo binh độc lập của Quân đoàn.
Sau khi tướng Stuart chết ngày 11 tháng 5 năm 1864, các đơn vị kỵ binh và lực lượng pháo binh trở thành lực lượng dự bị của ban tham mưu binh đoàn. Đến ngày 19 tháng 10 năm 1864, quân đoàn thứ tư được thành lập, do Trung tướng Richard H. Anderson chỉ huy. Tuy nhiên, đến ngày 8 tháng 4 năm 1865, nó được giải thể và sáp nhập vào Quân đoàn II. Các đơn vị kỵ binh và pháo binh lại trở về làm lực lượng dự bị của Binh đoàn. Riêng lực lượng pháo binh một lần nữa do tướng William N. Pendleton chỉ huy.
Ngày 9 tháng 4 1865, Binh đoàn Bắc Virginia bị Binh đoàn Potomac đánh bại tại trận Appomattox. Tướng Robert E. Lee ký giấy đầu hàng tướng Ulysses S. Grant của quân đội Liên bang miền Bắc. Binh đoàn Bắc Virginia sau đó bị giải thể.

## Tham chiến
| Chiến dịch                     | Năm     | trận lớn                                             |
| ------------------------------ | ------- | ---------------------------------------------------- |
| Chiến dịch Bán đảo             | 1862    | Trận Seven Pines (Fair Oaks)                         |
| Chuỗi trận Bảy ngày            | 1862    | Trận Gaines's Mill, Trận Malvern Hill                |
| Chiến dịch Bắc Virginia        | 1862    | Trận Bull Run thứ nhì (Manassas thứ nhì)             |
| Chiến dịch Maryland            | 1862    | Trận Antietam (Sharpsburg)                           |
| Chiến dịch Fredericksburg      | 1862    | Trận Fredericksburg                                  |
| Chiến dịch Chancellorsville    | 1863    | Trận Chancellorsville                                |
| Chiến dịch Gettysburg          | 1863    | Trận Gettysburg                                      |
| Chiến dịch Bristoe             | 1863    |                                                      |
| Chiến dịch Mine Run            | 1863    |                                                      |
| Chiến dịch Overland            | 1864    | Trận Wilderness, Trận Spotsylvania, Trận Cold Harbor |
| Chiến dịch Richmond-Petersburg | 1864–65 | Cuộc vây hãm Petersburg                              |
| Chiến dịch Appomattox          | 1865    | Trận Appomattox                                      |